# Smerdeja
Smerdeja (ryska: Смердея) är ett vattendrag i Belarus.   Det ligger i voblasten Minsks voblast, i den norra delen av landet, 70 km nordväst om huvudstaden Minsk.
I omgivningarna runt Smerdeja växer i huvudsak blandskog. Runt Smerdeja är det ganska tätbefolkat, med 104 invånare per kvadratkilometer.